# Episodi di The Boys (terza stagione)
La terza stagione della serie televisiva The Boys, composta da 8 episodi, è stata pubblicata su Prime Video dal 3 giugno all'8 luglio 2022.
Il cast principale di questa stagione è composto da: Karl Urban, Jack Quaid, Antony Starr, Erin Moriarty, Dominique McElligott, Jessie T. Usher, Laz Alonso, Chace Crawford, Tomer Capone, Karen Fukuhara, Nathan Mitchell, Colby Minifie, Claudia Doumit e Jensen Ackles.
| nº | Titolo originale                            | Titolo italiano                                      | Pubblicazione  |
| -- | ------------------------------------------- | ---------------------------------------------------- | -------------- |
| 1  | Payback                                     | Rappresaglia                                         | 3 giugno 2022  |
| 2  | The Only Man In The Sky                     | L'unico uomo nel cielo                               | 3 giugno 2022  |
| 3  | Barbary Coast                               | Costa barbarica                                      | 3 giugno 2022  |
| 4  | Glorious Five Year Plan                     | Il glorioso piano quinquennale                       | 10 giugno 2022 |
| 5  | The Last Time to Look on This World of Lies | L'ultima occasione di guardare questo mondo di bugie | 17 giugno 2022 |
| 6  | Herogasm                                    | Eroegasmo                                            | 24 giugno 2022 |
| 7  | Here Comes a Candle to Light You to Bed     | Ecco un cero per illuminare il giaciglio             | 1º luglio 2022 |
| 8  | The Instant White-Hot Wild                  | L'istante rovente                                    | 8 luglio 2022  |

## Rappresaglia
- Titolo originale: Payback
- Diretto da: Philip Sgriccia
- Scritto da: Craig Rosenberg

### Trama
Un anno dopo la questione di Stormfront, Butcher e i Boys (meno LM, che si è ritirato) ora lavorano per il Bureau of Superhero Affairs di Victoria Neuman per arrestare i super problematici, con Hughie che funge da loro tramite. L'amministratore delegato della Vought, Stan Edgar, offre a Starlight (che ora esce pubblicamente con Hughie) il ruolo di co-capitano dei Sette per ricostruire la reputazione della multinazionale, il tutto con grande sgomento di Patriota. In tutto ciò, Edgar tenta anche di vendere il V temporaneo, una variante del composto V che fornisce poteri temporanei della durata di 24 ore, al candidato presidente degli Stati Uniti, in modo tale da utilizzarlo per creare dei soldati invincibili in guerra, ma fallisce.
Maeve incontra segretamente Butcher e gli chiede di cercare i Rappresaglia, un gruppo di supereroi la cui popolarità è svanita dopo la formazione dei Sette, e di scoprire la verità sulla morte del loro leader, Soldatino, nella speranza di trovare qualcosa che possa uccidere Patriota. Prima di andare, Maeve dà a Butcher anche diverse fiale di V temporaneo, che egli pensa di usare.
Mentre lascia il lavoro, Hughie vede un uomo di nome Tony, che afferma di essere il migliore amico di Neuman chiamandola Nadia. Segue i due in un vicolo, dove Tony esorta Neuman a dire la verità su "Red River". Lei dapprima fa finta di accettare, ma Tony lo capisce e la aggredisce, portando la Neuman a usare i suoi poteri per fargli esplodere la mascella e poi il corpo per non farlo soffrire, uccidendolo, il tutto mentre Hughie osserva la scena da dietro un cassonetto, terrorizzato.
- Special guest star: Charlize Theron (attrice che interpreta Stormfront)[4], Simon Pegg (Hugh Campbell Sr.), Aya Cash (Stormfront), Giancarlo Esposito (Stanford "Stan" Edgar).
- Guest star: P.J. Byrne (Adam Bourke), Cameron Crovetti (Ryan Butcher), Miles Gaston Villanueva (Supersonic), Matthew Edison (Cameron Coleman), Frances Turner (Monique), Katy Breier (Cassandra), Laila Robins (Grace Mallory), Jim Beaver (Robert "Dakota Bob" Singer).
- Altri interpreti: Brett Geddes (Termite), Jarrett Siddall (Peter), Matthew Gorman (Todd), Kyle Mac (Tony), Liyou Abere (Janine), Jessica B. Hill (Ivy), Nabil Traboulsi (Simon), Abigail Whitney (Moonshadow), Jasmin Husain (Silver Kincaid), Colton Royce (Livewire), Luca Oriel (Tamburino), Nneka Elliott (se stessa), Kelsey Falconer (ragazza), Chloe Wilde (reporter), David Pinard (altro reporter), Tatiana Parker (intervistatrice), Trevor Martin (guardia della sicurezza), Simon Henderson (marito nel video sul volo 37).

## L'unico uomo nel cielo
- Titolo originale: The Only Man In The Sky
- Diretto da: Philip Sgriccia
- Scritto da: David ReedJune

### Trama
I Boys indagano sulla morte di Soldatino andando a cercare gli altri membri dei Rappresaglia: Frenchie e Kimiko affrontano la Contessa Cremisi, vedova di Soldatino, a Voughtland, ma nello scontro lei riesce a scappare, uccidendo accidentalmente una mascotte nella fuga; Butcher affronta Gunpowder, ex spalla di Soldatino, ma viene ferito nello scontro a fuoco che ne segue. Su consiglio della sua ex moglie, LM si riunisce ai Boys, per il desiderio di vendetta nei confronti di Soldatino, che in passato uccise la sua famiglia.
Hughie intanto visita Red River, un orfanotrofio per bambini con superpoteri e ne copia i registri, scoprendo che Victoria Neuman, oltre a essere una super, è anche la figlia adottiva di Stan Edgar. Butcher chiama Hughie e accetta di smettere di usare la violenza, ma un Hughie disilluso lo informa della vera natura di Neuman, facendogli cambiare idea. Butcher prende una dose di V temporaneo e affronta nuovamente Gunpowder, sconfiggendolo facilmente grazie ai poteri acquisiti e apprendendo che Soldatino è morto in Nicaragua mentre era in missione per la CIA, guidata allora da Grace Mallory. Irritato dalla scoperta, Butcher uccide Gunpowder picchiandolo brutalmente e poi tagliandogli la testa a metà con un raggio laser giallo.
Nel frattempo fervono i preparativi per l'imminente festa di compleanno di Patriota, il quale fa pressioni su Starlight affinché si comporti in modo deferente nei suoi confronti, ma lei lo respinge con il sostegno di Edgar. Poco dopo Patriota arriva sul tetto di un edificio per salvare una ragazza che voleva buttarsi, ma alla notizia di Stormfront che si è suicidata sul letto d'ospedale poche ore prima della celebrazione mangiandosi la sua stessa lingua, Patriota impazzisce e fa cadere lui stesso la ragazza che nel frattempo aveva cambiato idea sul suicidio. Durante i festeggiamenti, Patriota, udendo un uomo che gli urla che la sua ragazza "nazista" è morta, perde la pazienza e prende la parola affermando che i dirigenti della Vought stanno tentando di controllarlo, autocelebrandosi a reti unificate e insistendo sul fatto che il mondo ha bisogno di lui perché è "il vero eroe".
- Special guest star: Aya Cash (Stormfront), Giancarlo Esposito (Stanford "Stan" Edgar).
- Guest star: Billy Zane (attore che interpreta Alastair Adana), Cameron Crovetti (Ryan Butcher), Laurie Holden (Contessa Cremisi), Sean Patrick Flanery (Gunpowder), Miles Gaston Villanueva (Supersonic), Frances Turner (Monique), Malcolm Barrett (Seth Reed), Jack Fulton (Lenny Butcher).
- Altri interpreti: Alex Castillo (Vanessa), Nia Roam (Chelsea), Matthew Gorman (Todd), Elisa Paszt (Nadia da giovane), Liyou Abere (Janine), Sabrina Saudin (Also Ashley), Olivia Morandin (Zoe Neuman), Indy Saluja (direttore di scena), Dale Samms (Roger), Melissa Paulson (insegnante), Declan Sheedy (Teddy Stillwell), Gavin Sheedy (Teddy Stillwell), Caitlin Pasquet (attrice che interpreta Cassandra), Frank DeLuca (disturbatore), Tyson Coady (guardia di sicurezza), Marlaina Andre (psicologa della Vought), Jayd Deroché (ragazzino), Delia Lisette Chambers (ragazzina), Oliver Kirton (bambino che si arrampica sul muro), Kloe Allwood (bambina che levita).

## Costa barbarica
- Titolo originale: Barbary Coast
- Diretto da: Julian Holmes
- Scritto da: Anslem Richardson e Geoff Aull

### Trama
Dopo lo sfogo di Patriota durante il suo compleanno, i suoi indici di approvazione nei sondaggi sono saliti alle stelle, portando i dirigenti della Vought ad assumere un atteggiamento più accondiscendente nei suoi confronti: su pressione di Patriota infatti Abisso viene reintregrato nei Sette (dopo le molestie sessuali nei confronti di Starlight, contraria a tale scelta); inoltre, durante il reality show American Hero viene scelto l'amico d'infanzia di Annie ed ex fidanzato, Alex (ora Supersonic). Al termine del programma, Patriota annuncia che lui e Annie sono innamorati, cosa che lei conferma con riluttanza.
Nel frattempo, i Boys si incontrano con Grace Mallory (che sta nascondendo Ryan, il figlio di Patriota) la quale rivela che negli anni '80 i Rappresaglia erano stati schierati per assistere la CIA nella lotta contro il governo comunista in Nicaragua durante la guerra fredda, ma durante un attacco da parte di soldati nicaraguensi e russi, Soldatino venne ucciso da una super arma russa.
Butcher, che intanto sta accusando gli effetti collaterali del V temporaneo, è infuriato dal fatto che Mallory non gli abbia rivelato in precedenza l'esistenza di tale super arma, necessaria per eliminare Patriota. Quindi se ne va incolpando Ryan della morte di Becca. Il ragazzino, in preda alla rabbia, afferma di odiarlo e getta per terra la medaglia di San Cristoforo regalata da Butcher. In seguito, Butcher costringe Frenchie a contattare il vecchio capo di quest'ultimo, "Little Nina" Namenko, per organizzare il trasporto in Russia alla ricerca di tale arma.
- Guest star: Laurie Holden (Contessa Cremisi), Katia Winter (Little Nina), Cameron Crovetti (Ryan Butcher), Ann Cusack (Donna January), Jack Doolan (Tommy), Kristin Booth (Tessa), Justiin Davis (Stan Edgar da giovane), Nick Wechsler (Blue Hawk), Miles Gaston Villanueva (Supersonic), Katy Breier (Cassandra), Christian Keyes (Nathan Franklin), Malcolm Barrett (Seth Reed), Jordana Lajoie (Cherie), Sarah Swire (Grace Mallory da giovane), David Reale (Evan Lambert), Maya Misaljevicc (Starlight da giovane), Fritzy-Klevans Destine (Black Noir da giovane), Ryan Blakely (Mindstorm), Laila Robins (Grace Mallory).
- Altri interpreti: Gattlin Griffith (Gunpowder da giovane), Joel Labelle (Swatto), Jasmin Husain (Silver Kincaid), Abigail Whitney (Moonshadow), Sabrina Saudin (Also Ashley), Tyler Williams (Yevgenny), Nickolas Franco (Claudio), Hannan Younis (Arana), Zayn Maloney (Desean), Isaac Murray (Khamari), Madeleine Donohue (Dana Whitmyre), Sasha Barry (Amy Oxley-Greene), Daniel Henkel (cameriere della Vought).

## Il glorioso piano quinquennale
- Titolo originale: Glorious Five Year Plan
- Diretto da: Julian Holmes
- Scritto da: Meredith Glynn

### Trama

Soldatino (Jensen Ackles) in una scena dell'episodio

Butcher incontra Little Nina e negozia con lei per portare i Boys in Russia in cambio dell'uccisione di un bersaglio assegnato. Dopo aver appreso del V temporaneo, Hughie chiede a Butcher di farglielo usare; quest'ultimo rifiuta, ma Hughie si inietta comunque segretamente una dose. Dopo aver eliminato il bersaglio (un oligarca russo, ucciso per mano di Kimiko), i Boys si infiltrano in un laboratorio segreto, ma vengono quasi sopraffatti dai soldati russi finché Butcher e Hughie non usano i loro poteri, eliminandoli facilmente. Butcher scopre e apre una capsula contenente Soldatino ancora in vita, il quale rilascia un'esplosione di energia ferendo gravemente Kimiko, per poi scappare a piede libero.
Annie recluta Maeve e Alex per creare un'alleanza contro Patriota, con Alex che tenta di fare lo stesso con A-Train dopo aver assistito a quest'ultimo maltrattato da Patriota e Abisso. Victoria Neuman tiene una conferenza per affrontare la situazione dei crimini commessi da Patriota, ma tradisce suo padre Edgar accusandolo pubblicamente di aver commesso tali fatti. In cambio, Patriota fornisce a Neuman una dose di Composto V, che inietta a sua figlia Zoe.
Stan Edgar dovrà allontanarsi per un po' dai riflettori, ma quando Patriota, in privato, cerca di sfruttare la situazione per intimidirlo, fallisce miseramente: non solo Edgar non mostra astio verso Victoria, avendo lei agito esattamente come lui le ha insegnato, ma intimidisce a sua volta il super, facendogli presente come, nonostante la posizione ottenuta, Patriota cerchi ancora la sua approvazione, cosa che non avrà mai dato che è un fallimento. Per di più, prevede che presto a Patriota non piacerà comandare la Vought, perché senza Edgar non ci sarà nessuno a coprirlo la prossima volta che commetterà un errore, e quando questo accadrà la reputazione del super sarà rovinata.
All'uscita da un evento pubblico, Patriota decide di portare Annie sul tetto di un palazzo per mostrarle il cadavere di Alex, ucciso per ripicca da Patriota dopo aver appreso da A-Train del suo complotto. Dopo che Patriota minaccia la vita di Hughie, promettendo di fargli fare la stessa fine di Alex, Annie scoppia in lacrime.
- Special guest star: Giancarlo Esposito (Stanford "Stan" Edgar).
- Guest star: Katia Winter (Little Nina), Miles Gaston Villanueva (Supersonic), Katy Breier (Cassandra), Matthew Edison (Cameron Coleman), Jasmin Geljo (oligarca).
- Altri interpreti: Tyler Williams (Yevgenny), Storm Steenson (donna sfruttata), Elia Palagashvili (Moe), Olivia Morandin (Zoe Neuman), Sabrina Saudin (Aslo Ashley), Sterling Jarvis (padre di LM), Carson Durven (nonno di LM), Elias Leon Leacock (Marvin da giovane), Ava Mone't (leader della AAW), Sara Silva (truccatrice), Patrick Quinn Vanauker (vicedirettore).

## L'ultima occasione di guardare questo mondo di bugie
- Titolo originale: The Last Time to Look on This World of Lies
- Diretto da: Nelson Cragg
- Scritto da: Ellie Monahan

### Trama
Hughie informa Annie di aver lasciato Soldatino a piede libero dalla missione in Russia e, con la disapprovazione di lei, di aver preso il composto V temporaneo. Nel frattempo, Maeve rifornisce Butcher di nuove fialette del composto e, dopo una riflessione sullo stato attuale della situazione con Patriota, hanno un rapporto sessuale.
Soldatino, rientrato negli Stati Uniti, distrugge per errore un palazzo, provocando la morte di diversi civili. Alla notizia, Patriota, impreparato sulla situazione, si preoccupa di gestire solo la Vought e di non intervenire direttamente al riguardo. In seguito nota la complicità di Maeve con Butcher e la fa rapire da Black Noir.
Butcher, Hughie e Latte Materno, nel capire le mosse di Soldatino, incontrano l'ex vice-presidente della Hero Management della Vought, "La Leggenda". Costui rivela che Soldatino è intenzionato a andare a trovare la sua ex ragazza, la Contessa Cremisi. Hughie e Butcher decidono così di prendere il V temporaneo. Giunti sul posto, li raggiunge Annie, chiamata da Latte Materno.
Hughie e Annie si allontanano per discutere mentre Butcher stordisce Latte Materno. In quel momento arriva Soldatino, e Butcher, offrendogli vendetta, gli propone di fare squadra per uccidere Patriota. Soldatino discute con la Contessa sul perché lei l'abbia venduto ai russi e, capito che il motivo di fondo era un odio da parte di quest'ultima, la uccide con un'esplosione. Annie e Hughie, allarmati, si avvicinano e Hughie si frappone tra lei e Soldatino, indicando che questo è l'unico modo per proteggerla. Annie gli risponde che non è questo il metodo corretto e di non lasciarla, ma Hughie raggiunge Soldatino e Butcher.
Infine, Kimiko e Frenchie scoprono in ospedale che lei non ha più i poteri e bacia Frenchie; quest'ultimo però viene rapito da Nina per non aver portato a termine un lavoro assegnatogli.
- Special guest star: Seth Rogen (SirCumsALot779)[5], Paul Reiser (la Leggenda).
- Guest star: Laurie Holden (Contessa Cremisi), Katia Winter (Little Nina), Nick Wechsler (Blue Hawk), Christian Keyes (Nathan Franklin), Katy Breier (Cassandra), Jack Fulton (Lenny Butcher), Ana Sani (Anika), Matthew Edison (Cameron Coleman).
- Altri interpreti: Liyou Abere (Janine), Sabrina Saudin (Also Ashley), Jessica B. Hill (Ivy), Nneka Elliott (se stessa), Matthew Gorman (Todd), Carson Durven (nonno di LM), Sterling Jarvis (padre di LM), Elias Leon Leacock (Marvin da giovane), Doug Macleod (membro del consiglio #1), Glen McDonald (membro del consiglio #2), Vania Giusto (membro del consiglio #3), Stephen Sparks (membro del consiglio #4), Aharon Jinjihashvili (fattorino), Slavic Rogozine (scienziato #1), Dan Duran (reporter), Shanquille James-Hosten (membro della folla #1), Yemie Sonuga (membro della folla #2), Tony Ofori (membro della folla #3), Michael Kaplan (Gregory), Fane Tse (dottore), Alex Kotsyk (maresciallo russo #1), Mladen Obradovic (maresciallo russo #2), Imali Perera (Barbara), Tyler Williams (Yevgenny).

## Eroegasmo
- Titolo originale: Herogasm
- Diretto da: Nelson Cragg
- Scritto da: Jessica Chou

### Trama
I Sette scoprono un filmato di sicurezza che mostra che Soldatino è ancora vivo. Poco dopo, Noir si toglie il chip di tracciamento e scompare. Butcher e Hughie stringono un patto con Soldatino: lo aiuteranno a ritrovare i suoi vecchi compagni di squadra per eliminarli e lui a sua volta li aiuterà a uccidere Patriota. In seguito Abisso informa Patriota della scomparsa di Noir, e gli rivela la posizione del probabile posto in cui andrà Soldatino: nel Vermont, alla residenza dei "gemelli TNT", coppia di super che facevano parte dei Rappresaglia.
Patriota ha una conversazione con sé stesso allo specchio, con il suo riflesso che gli dice che deve necessariamente eliminare i suoi ultimi residui di umanità per essere più forte. Lavorando insieme, Starlight e LM arrivano nel Vermont, dove i gemelli tengono "l'Eroegasmo", l'annuale orgia di supereroi a cui sta partecipando anche Abisso. Nel frattempo anche Soldatino, Hughie e Butcher, dopo aver assunto il V temporaneo, arrivano sul posto. Hughie si teletrasporta dentro e incontra A-Train. I due hanno un duro confronto, ma a sorpresa il velocista si scusa per aver ucciso involontariamente Robin due anni prima, e per la prima volta lo dice con sincerità. Tuttavia, Hughie non è disposto a perdonarlo e gli tira un pugno in faccia, venendo poi bloccato da Starlight. Il ragazzo, desideroso di salvarla, la teletrasporta fuori dalla villa, e dopo una discussione le rivela che non può sopportare il fatto che lei sia sempre quella forte. Dopo aver appreso dai gemelli che Noir lo ha tradito negli anni '80, Soldatino ha un'altra crisi e uccide accidentalmente diverse persone durante l'orgia. Altrove, Kimiko e Frenchie, catturati entrambi da Little Nina, riescono a liberarsi e a sfuggirle dopo che Kimiko massacra i due scagnozzi. Nel mentre Soldatino, Butcher e Hughie combattono contro il sopraggiunto Patriota, ma quest'ultimo vola via poco prima di essere ucciso dal trio.
A-Train, anche lui sul posto per uccidere Blue Hawk e vendicare suo fratello, corre un'ultima volta trascinando il super al suolo facendolo a pezzi, finché non si ferma e si accascia a terra accusando una grave insufficienza cardiaca. Dopo l'arrivo dei soccorsi e la fuga dei Boys, Starlight trasmette in diretta streaming un video in cui rivela la sua vera identità al mondo e dichiara che l'autore della strage è Soldatino, e che sia lui sia Patriota non si sono mai preoccupati del bene delle persone ma solo del proprio tornaconto, causando molte vittime in molte occasioni. Infine la ragazza lascia pubblicamente la Vought.
- Guest Star: Katia Winter (Little Nina), Nick Wechsler (Blue Hawk), Katy Breier (Cassandra), Jack Doolan (Tommy), Jordana Lajoie (Cherie), Kristin Booth (Tessa), Eric Kripke (voce dell'uomo che eiacula).[5]
- Cameo non accreditati: Patton Oswalt (se stesso), Josh Gad (se stesso), Mila Kunis (se stessa), Ashton Kutcher (se stesso), Elizabeth Banks (se stessa), Kumail Nanjiani (se stesso), Aisha Tyler (se stessa), Rose Byrne (se stessa).
- Altri interpreti: Derek Johns (Salsiccia dell'amore), Tyler Williams (Yevgenny), Brett Geddes (Termite), Leigh Bush (Hailey Miller), Emma Gibbs (cameriera umana), Josh Peace (ufficiale URSS), Esther Chuno (donna della contabilità), Nancy Yu (eroina), James Dolby (escort maschio), Thai Doucette (super telecinetico), Shaun Mazzocca (Cold Snap), Jazzy Mukutnauth (Dominatrix), Miles Carney (super maschio #1), Ryota Naneko (super maschio #2), Tracy Baker (Bombshell).
- Opera originaria: L'episodio adatta l'omonima parte del fumetto.[1]

## Ecco un cero per illuminare il giaciglio
- Titolo originale: Here Comes a Candle to Light You to Bed
- Diretto da: Sarah Boyd
- Scritto da: Paul Grellong

### Trama
Mentre Ashley e Patriota ribadiscono ai cittadini che le parole di Starlight sono false, Black Noir entra in un ristorante abbandonato dove ha delle visioni animate che gli ricordano dei vari abusi di Soldatino e di come, su incarico della Vought, lo ha tradito nel 1984 in Nicaragua insieme agli altri membri dei Rappresaglia, per permettere a Patriota di prendere il suo posto in futuro. Contemporaneamente, quest’ultimo confessa a Maeve di voler prelevare da lei degli ovuli da fecondare personalmente.
Nel frattempo, Butcher, Hughie e Soldatino vanno alla ricerca di Mindstorm, un Super in grado di intrappolare le persone nelle loro menti fino alla loro morte, nonché penultimo membro rimasto in vita dei Rappresaglia. Proprio lui riesce a ipnotizzare Butcher, intrappolandolo nei suoi dolorosi ricordi passati, in cui Billy rivive la sua infanzia di abusi e il suicidio del fratello Lenny. Nel frattempo, Hughie e Soldatino lo inseguono, e infine Hughie teletrasporta e convince Mindstorm a risvegliare Butcher in cambio di una fuga assicurata da Soldatino. Tuttavia, quest’ultimo arriva in tempo e uccide Mindstorm massacrandogli la faccia con il suo scudo, non prima però di essersi fatto rivelare telepaticamente alcune parole.
Intanto, Frenchie e Kimiko raggiungono l'appartamento di Latte Materno e di Starlight; Kimiko, ferita, chiede a Annie una fiala di V per recuperare i propri poteri. Starlight, dopo aver inizialmente rifiutato, entra nel quartier generale della Vought, ruba il composto V e scopre che quello temporaneo può uccidere chi lo assume dopo 3-5 dosi. La ragazza viene minacciata da Patriota, con Starlight che tuttavia gli rivela di aver registrato tutto in diretta streaming. Intanto Ashley spiega a un sopravvissuto A-Train che il suo nuovo cuore non è altro che quello di Blue Hawk, e che lei stessa si sarebbe occupata di coprire l'incidente avvenuto dopo l'Herogasm. Starlight avverte Butcher dei rischi riguardanti il V temporaneo, ma quest'ultimo non dice nulla a Hughie. Infine, Soldatino telefona Patriota e gli confida la rivelazione fattagli da Mindstorm: lui è suo padre.
- Special guest star: Giancarlo Esposito (voce del suricato Stanford "Stan" Edgar), Paul Reiser (la Leggenda).
- Guest star: Laurie Holden (voce della volpe Contessa Cremisi), Katy Breier (Cassandra), Frances Turner (Monique), Jack Doolan (voce del cavallo Tommy), Kristin Booth (voce del cavallo Tessa), Fritzy-Klevans Destine (voce della pecora Black Noir), Ryan Blakely (Midstorm), Brendan Murray (Sam Butcher), Jack Fulton (Lenny Butcher), Luca Villacis (Butcher da bambino), Matthew Edison (Cameron Coleman), Josh Zaharia (Butcher da adolescente), Jim Beaver (Robert "Dakota Bob" Singer).
- Altri interpreti: Eric Bauza (voce del castoro Beaver), Grey Griffin (voce dei due uccellini), Gattlin Griffith (voce del maiale Gunpowder), Bruno Rudolf (Lenny da adolescente), Matthew Gorman (Todd), Liyou Abere (Janine), Michael Ripley (preside), Brad Austin (prete), Lara Mrkoci (suora), Adrianna Prosser (madre di Butcher), Ryan Dillon (reporter), Sabrina Saudin (Also Ashley), Graham Gauthier (Lamar Bishop), Theo Mattias Vandergraaf (fan in Amy Jacket), Joanette Connell (Lucille), Liz Taylor (Mary), Slavic Rogozine (scienziato #1).
- Particolarità: il titolo dell'episodio è lo stesso del fumetto (volume 10, numero 5).

## L'istante rovente
- Titolo originale: The Instant White-Hot Wild
- Diretto da: Sarah Boyd
- Scritto da: Logan Ritchey e David Reed

### Trama
Patriota trova Ryan grazie al suggerimento di Victoria Neuman e lo convince a tornare da lui. Non volendo danneggiare ulteriormente Hughie, Butcher lo lascia e si dirige a New York con Soldatino. Nel frattempo, Hughie incontra Annie per scusarsi dei suoi errori, riunendosi poi insieme a lei con Maeve (sfuggita alla custodia della Vought) e LM. Dopo che Patriota uccide Noir sbudellandolo con un pugno per avergli nascosto di essere il figlio di Soldatino, quest'ultimo e Butcher si incontrano con i Boys, Annie e Maeve. I due, con l'aiuto di quest'ultima, rinchiudono tutti in una stanza sicura prima di partire per la Vought insieme a lei.
Arrivati alla Vought, Patriota mostra Ryan a Soldatino, implorandolo di accettarlo, ma lui, dopo aver manifestato la delusione ed il disgusto per ciò che il figlio è diventato, lo attacca. Durante lo scontro, Ryan tenta di salvare il padre con la vista laser, venendo però attaccato a sua volta da Soldatino; ciò fa sì che Butcher, Maeve e i Boys in arrivo si rivoltino contro di lui. Butcher, insieme ai Boys, e Soldatino combattono mentre Maeve ingaggia un duello furioso con Patriota, il quale le cava un occhio. Soldatino, dopo essere stato indebolito da un attacco di Starlight e bloccato dai Boys, tenta di causare un'altra esplosione, ma Maeve riesce a fermarlo trascinandolo giù dal tetto, mentre Patriota scappa con Ryan.
In seguito, il pubblico piange per l'apparente sacrificio di Maeve, senza però sapere che, pur perdendo i suoi poteri, è sopravvissuta e grazie ai Boys è entrata in clandestinità assieme a Elena. Butcher è informato di avere pochi mesi di vita rimasti a causa del suo utilizzo del V-24, Annie viene accettata nei Boys, Soldatino viene incarcerato e messo in custodia sotto la supervisione di Grace Mallory, mentre Victoria Neuman si candida per la carica di vicepresidente. Ashley inoltre scopre che Maeve è viva grazie a una telecamera di sorveglianza, ma decide di distruggere le prove. Patriota e Ryan infine partecipano a una manifestazione in onore del primo, dove quest'ultimo uccide a sangue freddo e davanti agli occhi del pubblico una persona che aveva lanciato una bottiglia addosso a Ryan: il figlio e la folla però, invece di reagire con orrore o di scappare, lo acclama per il gesto compiuto.
- Guest star: Cameron Crovetti (Ryan), Katy Breier (Cassandra), Christian Keyes (Nathan Franklin), Laurie Holden (voce della volpe Contessa Cremisi), Jack Doolan (voce del cavallo Tommy), Matthew Edison (Cameron Coleman), Nicola Correia-Damude (Elena), Ana Sani (Anika), Kristin Booth (voce del cavallo Tessa), Ryan Blakely (voce dell'agnello Mindstorm), Laila Robins (Grace Mallory), Jim Beaver (Robert "Dakota Bob" Singer).
- Altri interpreti: Eric Bauza (voce del castoro Beaver), Grey Griffin (voce dei due uccellini),  Sabrina Saudin (Also Ashley), Gattlin Griffith (voce del maiale Gunpowder), Matthew Gorman (Todd), Liyou Abere (Janine), Sabrina Saudin (Also Ashley), Graham Gauthier (Lamar Bishop), Richard Lee (medico), Jenny Weisz (Patriottica), Sacha Stewart (Starlighter), Nneka Elliott (conduttrice televisiva), Blake Johnston (Stormchaser), Ryan Manning (ragazzo della bottiglia d'acqua), Hailey Miller (Leigh Bush), Simon Wong (reporter), Zahir Gilani (reporter).
- Particolarità: il titolo dell'episodio è lo stesso del fumetto (volume 6, numero 38).